# ارباب حلقه‌ها: شورای سفید
ارباب حلقه‌ها: انجمن سفید (به انگلیسی: The Lord of the Rings: The White Council) یک بازی رایانه‌ای است که شرکت الکترونیک آرتز می‌خواست آن را منتشر کند اما وضعیت آن هم‌اکنون نامشخص است. سازنده آن شرکت ای‌ای ردوود شورز است.